# Malagnino
Malagnino ist eine Gemeinde mit 1756 Einwohnern (Stand 31. Dezember 2023) in der Provinz Cremona in der italienischen Region Lombardei. Malagnino ist 80 km südöstlich von Mailand und 7 km östlich von Cremona entfernt. Durch den ländlichen Flair und der Nähe zur Stadt Cremona ist Malagnino von einer Einwohnerzunahme geprägt.

## Geschichte
Die Gemeinde Malagnino entwickelte sich aus einer kleinen römischen Siedlung, durch seine Lage an einer ehemaligen Hauptverkehrsader.
Die Gemeinde ist noch von Bewässerungskanälen aus der römischen Zeit durchzogen.

## Ortsteile
Im Gemeindegebiet liegen neben dem Hauptort die Fraktionen San Giacomo Lovara und San Michele, sowie die Wohnplätze Casal Malombra, Malagnina, Santa Lucia Lama, Sette Pozzi, Visnadello und Zona Artigianale.